# Ilisevszki járás
Az Ilisevszki járás (oroszul Илишевский район, baskír nyelven Илеш районы) Oroszország egyik járása a Baskír Köztársaságban. Székhelye Verhnejarkejevo falu.

## Népesség
- 1970-ben 48 712 lakosa volt, melyből 34 173 baskír (63,2%), 9 951 tatár (20,7%).
- 1989-ben 36 309 lakosa volt, melyből 22 946 baskír (63,2%), 11 007 tatár (30,3%).
- 2002-ben 36 281 lakosa volt, melyből 29 217 baskír (80,53%), 4 958 tatár (13,67%), 877 mari, 698 orosz (1,92%), 309 udmurt.
- 2010-ben 34 654 lakosa volt, melyből 27 281 baskír (78,8%), 5 312 tatár (15,3%), 891 mari (2,6%), 674 orosz (1,9%), 215 udmurt, 24 csuvas, 24 ukrán, 5 fehérorosz, 3 mordvin.

| Lakosok száma | 60 173 | 48 614 | 36 308 | 36 281 | 34 171 | 34 066 | 33 160 | 32 799 | 32 244 | 31 219 |
|               | 1939   | 1970   | 1989   | 2002   | 2009   | 2012   | 2014   | 2015   | 2017   | 2021   |